# Jolina Magdangal
Maria Jolina Pérez Magdangal (Ciudad Quezón, 6 de noviembre de 1978), conocida artísticamente como Jolina Magdangal or Jolens, es una cantante pop, actriz y presentadora de televisión filipina, actualmente trabaja en la cadena televisiva de ABS-CBN, que fue contratada y denominada como la estrella de GMA Network.

## Filmografía

### Televisión
| Año            | TV Show                               | Personajes                      | Estación |
| 2015           | Flordeliza                            | Florida "Ida" Ramos             | ABS-CBN  |
| 2008-present   | Dear Friend                           | Herself-Host                    |          |
| 2008           | Pinoy Idol                            | Herself-Judge                   |          |
| 2006           | Masigasig                             | Herself-Host                    |          |
| 2006           | StarStruck: The Next Level            | Herself-Host                    |          |
| 2006           | Hoooo U!                              | Various Role                    |          |
| 2006           | Bongga Ka Star!                       | Herself-Host                    |          |
| 2006           | I Luv NY                              | Apolinaria "Polly" BalumBalunan |          |
| 2005           | StarStruck: The Nationwide Invasion   | Herself-Host                    |          |
| 2005 - present | Unang Hirit                           | Herself-Host                    |          |
| 2005           | Love to Love Seaoson 5: Love Blossoms | Jasmine                         |          |
| 2004           | StarStruck 2                          | Herself-Host                    |          |
| 2004           | StarStruck Kids                       | Herself-Host                    |          |
| 2003           | Narito ang Puso Ko                    | Antonina San Victores           |          |
| 2002           | The Working President                 | Herself-Host                    |          |
| 2002           | Kahit Kailan                          | Frankie                         |          |
| 2002-present   | SOP (Sobrang Okey Pare)               | Herself-Host/Performer          |          |
| 2000           | Arriba! Arriba!                       | Winona Arriba                   | ABS-CBN  |
| 2000           | Labs ko si babes                      | Cindy                           | ABS-CBN  |
| 1998           | ASAP                                  | Herself-Host/Performer          | ABS-CBN  |
| 1998           | Richard Loves Lucy                    | Jules                           | ABS-CBN  |
| 1997           | Esperanza                             | Karen                           | ABS-CBN  |
| 1996           | Gimik                                 | Ese                             | ABS-CBN  |
| 1995           | 'Sang Linggo nAPO Sila                | Herself                         | ABS-CBN  |
| 1993           | Abangan Ang Susunod Na Kabanata       | Jolina                          | ABS-CBN  |
| 1992           | Ang TV                                | Herself                         | ABS-CBN  |

### Películas
| Año  | Título                             | Personaje             |
| 2009 | Kung Mawawala ka                   | TBA                   |
| 2008 | Ouija 2                            | Romina                |
| 2008 | I.T.A.L.Y.                         | Des/Destiny Pinlac    |
| 2007 | Ouija                              | Romina                |
| 2006 | Lovestruck                         | Jandra                |
| 2004 | Annie B.                           | Annie Batumbakal      |
| 2002 | Home Along da Riber                | Melody                |
| 2002 | Kung ikaw ay isang panaginip       | Rosalie               |
| 2000 | Tunay na tunay: Gets mo? Gets ko!  | Meiling/Tintin        |
| 1999 | Hey Babe                           | Abigail               |
| 1999 | Puso ng Pasko                      | Merry                 |
| 1999 | Gimik: The Reunion                 | Ese                   |
| 1998 | Labs kita... Okey ka lang          | Bujoy                 |
| 1998 | Kung Ayaw Mo Huwag Mo              | Ditas                 |
| 1997 | FLAMES: The Movie                  | Leslie                |
| 1996 | Ang TV Movie: The Adarna Adventure | Ibong Adarna          |
| 1996 | Ama, ina, anak                     | Rowena "Owie" Nolasco |
| 1996 | Radio Romance                      | Willie                |
| 1994 | Hataw Na!                          | Agnes                 |

## Discografía

### Estudio de álbumes de grabación
- A Wish Comes True (1996)
- Jolina (1998)
- On Memory Lane (2000)
- Jolina Sings the Masters (2002)
- Forever Jolina (2004)
- Destiny (2008)

### Compilación de álbumes
- 4:30 na! Ang TV na! Soundtrack "Magkaibigang Tunay"
- Red Alert: All Hits Dance Remix Klubbers' Guidebook (2001)
- Panaginip: Platinum Hits Collection (2001)
- Tuloy Pa Rin Ang Awit (2006)